# فرانسيس فريث

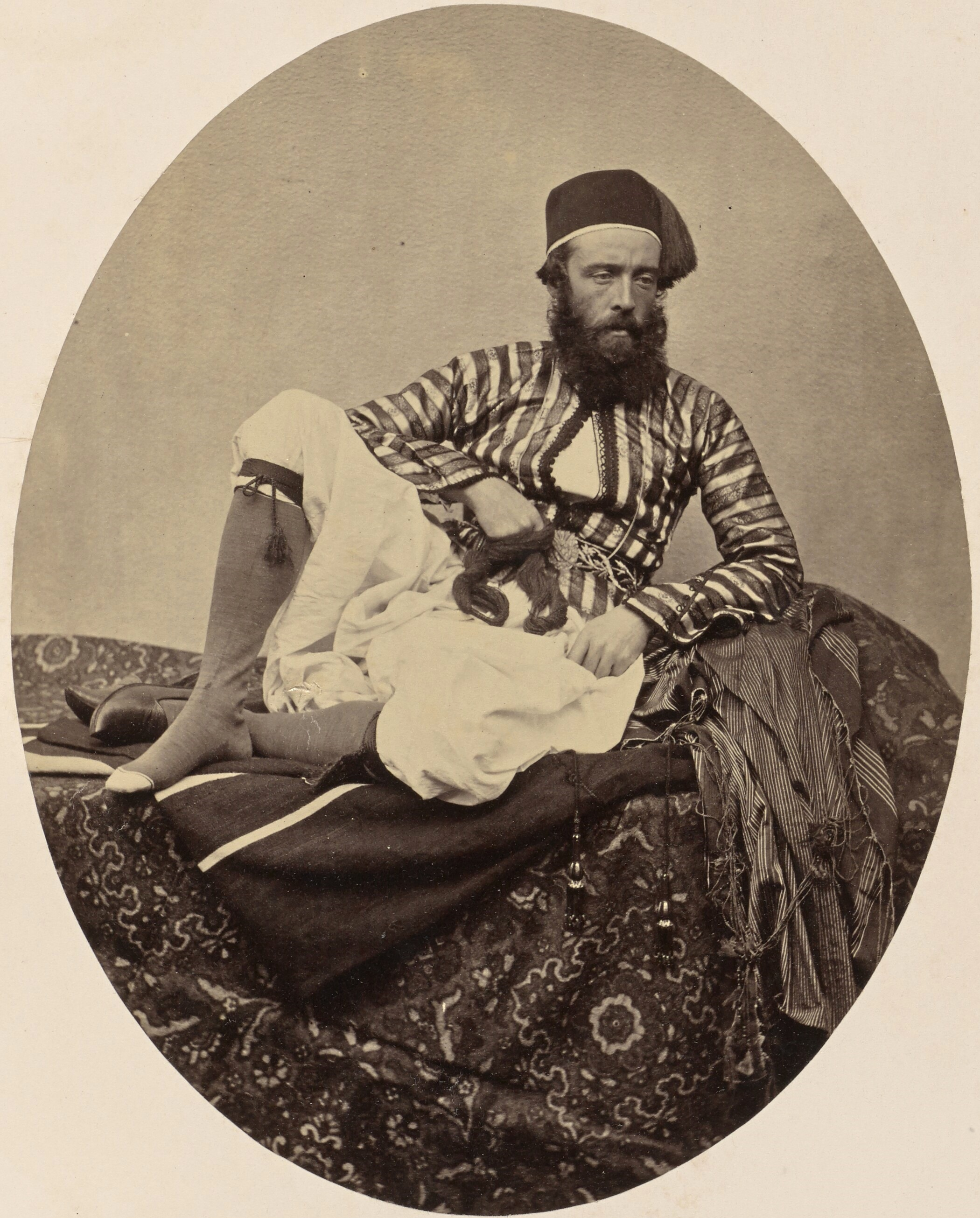
فرانسيس ريث في زي شرقي، صورة ترجع إلى سنة 1857

فرانسيس فريث (بالإنجليزية: Francis Frith أو Frances Frith) ـ (7 أكتوبر 1822 ـ 25 فبراير 1898) هو مصور فوتوغرافي إنجليزي نشط في تصوير معالم الشرق الأوسط وكثير من مدن المملكة المتحدة.

## حياته
ولد فريث في تشيسترفيلد، ثم عمل بتجارة أدوات المائدة. وفي سنة 1843، أصيب بصدمة عصبية استغرق تعافيه منها عامين. وفي سنة 1850 أسس ستوديو للتصوير الضوئي في ليفربول عُرف باسم "فريث وهايورد"، وكان عضوًا مؤسسًا بجمعية ليفربول للتصوير الضوئي سنة 1853.
في سنة 1855، قام فريث بتصفية جميع شركاته ليتفرغ كلية للتصوير الفوتوغرافي، فسافر إلى الشرق الأوسط ثلاث مرات، كانت أولاها إلى مصر سنة 1856، حيث سافر حاملًا كاميرا ضخمة (16 بوصة × 20 بوصة)، واستخدم طريقة الكولوديون، التي كانت آنذاك تقنية حديثة أفادت المصورين في الأجواء الحارة والمتربة.

## وفاته
توفي فريث في فيلا كان يمتلكها في مدينة كان الفرنسية في 25 فبراير 1898.

## وصلات خارجية
- فرانسيس فريث على موقع الموسوعة البريطانية (الإنجليزية)
- الموقع الرسمي (بالإنجليزية)